# Královka
Královka är ett berg i Tjeckien.   Det ligger i regionen Liberec, i den norra delen av landet, 90 km nordost om huvudstaden Prag. Toppen på Královka är 859 meter över havet, eller 70 meter över den omgivande terrängen. Bredden vid basen är 2,4 km.
Terrängen runt Královka är huvudsakligen kuperad.Runt Královka är det tätbefolkat, med 297 invånare per kvadratkilometer. Närmaste större samhälle är Liberec, 7,6 km väster om Královka. I omgivningarna runt Královka växer i huvudsak blandskog.